# Муниципалитеты Мексики

Муниципалитеты Мексики

Муниципалитеты Мексики (исп. municipio(s)) являются вторым уровнем административного деления, после штатов. Муниципалитеты представлены во всех штатах Мексики, за исключением Федерального округа, разделённого на (городские) районы (исп. delegaciones).
На момент последней переписи 2005 года в Мексике насчитывалось 2441 муниципалитет и 16 районов Федерального округа. Число муниципалитетов постоянно меняется, поэтому в разных источниках могут встретиться разные числа. Количество муниципалитетов в каждом штате может разниться от нескольких штук до нескольких сотен в зависимости от населённости и размеров штата. Среднее население одного муниципалитета составляет около 45 тыс. чел.
Внутренняя политическая организация и права и обязанности муниципалитета определены в 115 статье мексиканской конституции 1917 года, и более подробно раскрыты в конституциях отдельных штатов.
Многие муниципалитеты делятся на общины или районы, являющиеся третьим уровнем административного деления Мексики. В разных штатах они называются по-разному: исп. delegaciones, comisarías, alcaldías, juntas municipales, объединяясь общим словом (исп. secciones). Главы общин не выбираются жителями, а назначаются председателем муниципалитета.

## Структура и управление
Каждый муниципалитет административно автономен. Его жители выбирают председателя муниципалитета (исп. presidente municipal), который возглавляет муниципальный совет (исп. ayuntamiento), ответственный за предоставление коммунальных услуг населению. Председатель муниципалитета не может баллотироваться на второй срок сразу по истечении первого. Муниципальный совет состоит из председателя (исп. cabildo), членов совета (исп. síndico) и нескольких попечителей (исп. regidores).
Такой тип организации муниципалитета, возникший во времена Мексиканской революции, называется «свободный муниципалитет» (исп. municipio libre).
Муниципальные власти ответственны за предоставление коммунальных услуг (в частности, вода и канализация), освещение улиц, безопасность на улицах, движение транспорта, уборку и заботу о парках, скверах и кладбищах. Они также могут помогать федеральным властям и правительству штата в организации образования, пожарной безопасности, предоставлении медицинских услуг, защиты окружающей среды, исторических и культурных памятников. Начиная с 1983 года они могут сами собирать налоги на недвижимость и некоторые другие, хотя большая часть финансирования по-прежнему поступает от правительства штата или страны.

## Соотношение с населёнными пунктами
В Мексике более 185 тыс. населённых пунктов. В среднем на один муниципалитет приходится 76 н.п., хотя по штатам это число разнится от 17 н.п./мун-т в Оахаке до 493 в Южной Нижней Калифорнии.
Все муниципалитеты (в отличие от районов Федерального округа) страны имеют административный центр муниципалитета (исп. cabecera municipal), которым является один из или единственный населённый пункт муниципалитета. Так как территория большинства муниципалитетов включает несколько населённых пунктов (исп. localidades), в остальных выбираются вспомогательные советы (исп. presidencia auxiliar / junta auxiliar), зависящие финансово от основного муниципального совета. Некоторые штаты на юге и в центре Мексики делятся на очень большое количество муниципалитетов (например, Оахака на 570), так что в них крупные города оказываются разделёнными на несколько муниципалитетов. Тем не менее даже в таких случаях могут выбираться вспомогательные советы для административных целей.

## Распределение муниципалитетов по штатам
| Штат                      | Число мун-тов | тыс.чел/мун | км²/мун | Число н.п. в штате |
| ------------------------- | ------------- | ----------- | ------- | ------------------ |
| Агуаскальентес            | 11            | 86          | 472     | 1852               |
| Веракрус                  | 212           | 33          | 338     | 19939              |
| Герреро                   | 81            | 38          | 797     | 7176               |
| Гуанахуато                | 46            | 101         | 669     | 8625               |
| Дуранго                   | 39            | 37          | 3122    | 6008               |
| Идальго                   | 84            | 27          | 244     | 4530               |
| Кампече                   | 11            | 63          | 5163    | 2622               |
| Керетаро                  | 18            | 78          | 665     | 2584               |
| Кинтана-Роо               | 9             | 97          | 4375    | 1820               |
| Коауила                   | 38            | 60          | 3935    | 3935               |
| Колима                    | 10            | 54          | 543     | 1112               |
| Мехико                    | 125           | 105         | 170     | 4707               |
| Мичоакан                  | 113           | 35          | 515     | 9115               |
| Морелос                   | 33            | 47          | 151     | 1357               |
| Наярит                    | 20            | 46          | 1345    | 2592               |
| Нижняя Калифорния         | 5             | 498         | 14315   | 3959               |
| Нуэво-Леон                | 51            | 75          | 1259    | 5215               |
| Оахака                    | 570           | 6           | 163     | 9634               |
| Пуэбла                    | 217           | 23          | 157     | 6198               |
| Сакатекас                 | 58            | 23          | 1260    | 4555               |
| Сан-Луис-Потоси           | 58            | 40          | 1087    | 6885               |
| Синалоа                   | 18            | 141         | 3139    | 5875               |
| Сонора                    | 72            | 31          | 2512    | 7366               |
| Табаско                   | 17            | 111         | 1446    | 2521               |
| Тамаулипас                | 43            | 64          | 1836    | 7494               |
| Тласкала                  | 60            | 16          | 67      | 1204               |
| Халиско                   | 126           | 50          | 622     | 10632              |
| Чиуауа                    | 67            | 48          | 45      | 12137              |
| Чьяпас                    | 118           | 33          | 625     | 19029              |
| Южная Нижняя Калифорния   | 5             | 85          | 14286   | 2467               |
| Юкатан                    | 106           | 16          | 408     | 2262               |
| Федеральный округ         | 16            | 537         | 97      | 462                |
| Всего / Среднее по стране | 2457          | 45          |         | 185869             |

## История

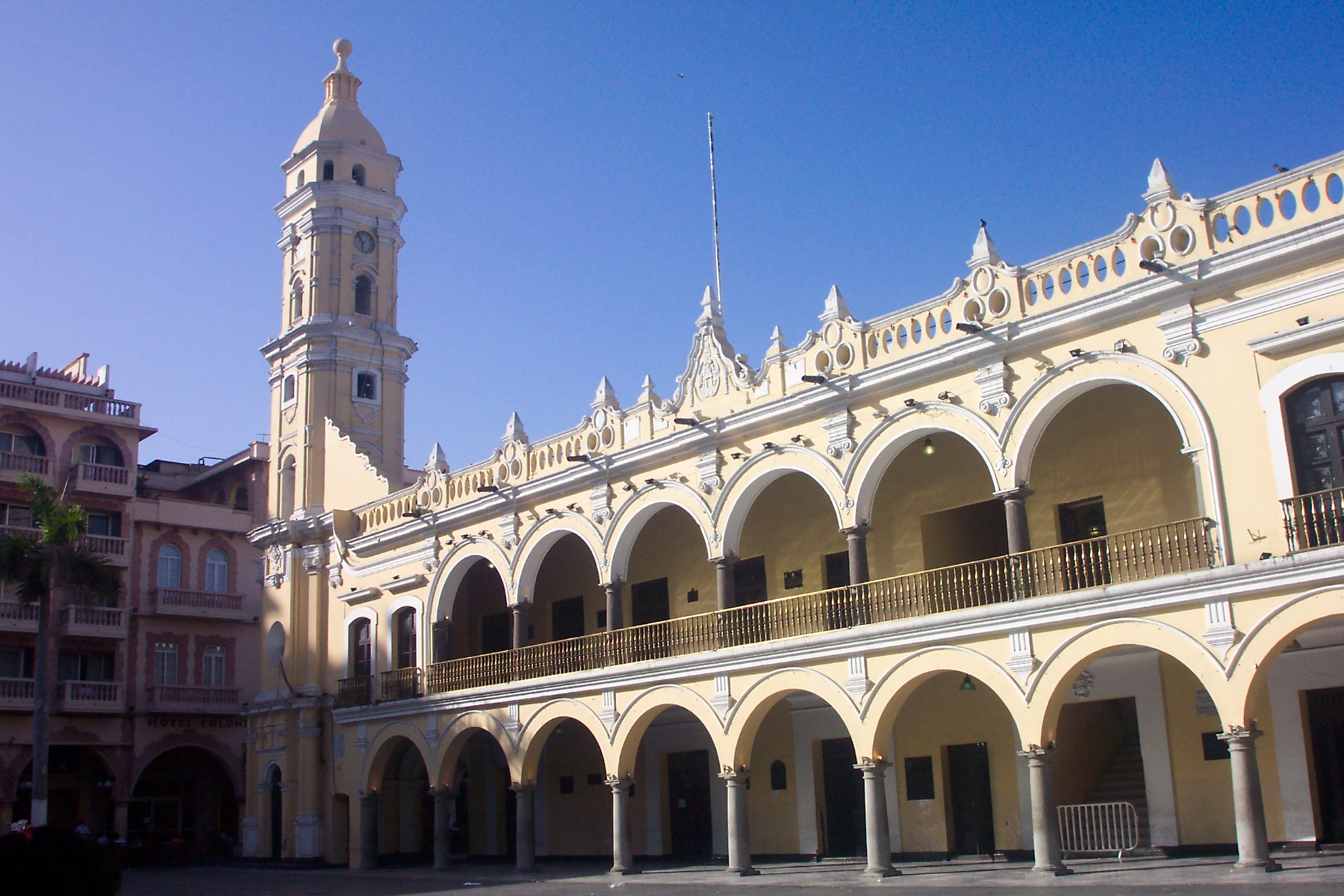
Муниципальный дворец в Веракрусе.

Вскоре после завоевания и колонизации Мексики испанцами крупные населённые пункты, расположенные в стратегических пунктах, получали статус города (исп. ciudad) и образовывали муниципалитеты (исп. ayuntamiento) в традиционном смысле этого слова («городская административная единица»). В Конституции 1824 года, принятой после получения независимости, не было никаких специальных положений относительно муниципалитетов, структура и обязанности которых должны были быть определены в конституциях отдельных штатов. Каждый штат в результате устанавливал свои минимальные требования (обычно связанные с количеством населения), которым должен был отвечать населённый пункт, чтобы стать муниципалитетом. Конституция 1917 года в 115 статье установила, что основной единицей административного деления штатов являются «свободные муниципалитеты», на которые была разделена вся страна. Также она отменила т. н. «политические администрации» (исп. jefatura política), промежуточные между штатами и муниципалитетами. Муниципалитеты получили полную автономию в управлении местными делами, в то же время их компетенция в иных сферах была ограничена.

## Ранжирование муниципалитетов

### По населению
Ниже приводится список первых 13 и последних 10 муниципалитетов по численности населения. Численность приводится по переписи 2005 года согласно данным Национального института статистики, географии и информатики (INEGI: Instituto Nacional de Estadística, Geografía e Informática).
| Место | Штат                      | Муниципалитет              | Население, чел. |
| ----- | ------------------------- | -------------------------- | --------------- |
| 1     | Федеральный округ Мексики | Истапалапа                 | 1820888         |
| 2     | Мехико                    | Экатепек-де-Морелос        | 1688258         |
| 3     | Халиско                   | Гвадалахара                | 1600940         |
| 4     | Пуэбла                    | Пуэбла-де-Сарагоса         | 1485941         |
| 5     | Нижняя Калифорния         | Тихуана                    | 1410700         |
| 6     | Чиуауа                    | Хуарес                     | 1313338         |
| 7     | Гуанахуато                | Леон                       | 1278087         |
| 8     | Федеральный округ Мексики | Густаво-Мадеро             | 1193161         |
| 9     | Халиско                   | Сапопан                    | 1155790         |
| 10    | Мехико                    | Несауалькойотль            | 1140528         |
| 11    | Нуэво-Леон                | Монтеррей                  | 1133814         |
| 12    | Нижняя Калифорния         | Мехикали                   | 855962          |
| 13    | Мехико                    | Наукальпан-де-Хуарес       | 821442          |
| Место | Штат                      | Муниципалитет              | Население       |
| 2457  | Оахака                    | Сан-Пабло-Яганиса          | 1               |
| 2456  | Пуэбла                    | Амистлан                   | 5               |
| 2455  | Оахака                    | Санта-Мария-Тлауитольтепек | 9               |
| 2454  | Чиуауа                    | Мануэль-Бенавидес          | 16              |
| 2453  | Оахака                    | Сан-Хуан-дель-Эстадо       | 22              |
| 2452  | Оахака                    | Сан-Ильдефонсо-Вилла-Альта | 31              |
| 2451  | Сакатекас                 | Мояуа-де-Эстрада           | 46              |
| 2450  | Юкатан                    | Кусама                     | 48              |
| 2449  | Чьяпас                    | Солосучьяпа                | 79              |
| 2448  | Оахака                    | Сан-Хасинто-Амильпас       | 101             |

### По площади
Ниже приводится список первых и последних 20 муниципалитетов по площади.
| Место | Штат                    | Муниципалитет                     | Площадь, км² |
| ----- | ----------------------- | --------------------------------- | ------------ |
| 1     | Нижняя Калифорния       | Энсенада                          | 51952        |
| 2     | Южная Нижняя Калифорния | Мулехе                            | 33092        |
| 3     | Коауила                 | Окампо                            | 26433        |
| 4     | Южная Нижняя Калифорния | Ла-Пас                            | 20274,98     |
| 5     | Кинтана-Роо             | Отон-Бланко                       | 18760        |
| 6     | Чиуауа                  | Аумада                            | 17131,5      |
| 7     | Чиуауа                  | Камарго                           | 16066        |
| 8     | Сонора                  | Эрмосильо                         | 14880,2      |
| 9     | Кампече                 | Калакмуль                         | 13839,11     |
| 10    | Кинтана-Роо             | Фелипе-Каррильо-Пуэрто            | 13806        |
| 11    | Нижняя Калифорния       | Мехикали                          | 13700        |
| 12    | Южная Нижняя Калифорния | Комонду                           | 12547        |
| 13    | Сакатекас               | Масапиль                          | 12063        |
| 14    | Сонора                  | Питикито                          | 11979,96     |
| 15    | Коауила                 | Акунья                            | 11487,70     |
| 16    | Чиуауа                  | Хименес                           | 11074,14     |
| 17    | Чиуауа                  | Асенсьон                          | 11000,10     |
| 18    | Сонора                  | Каборка                           | 10721,84     |
| 19    | Дуранго                 | Дуранго                           | 10041        |
| 20    | Чиуауа                  | Чиуауа                            | 9219         |
| Место | Штат                    | Муниципалитет                     | Площадь, км² |
| 2457  | Тласкала                | Сан-Лоренсо-Ахокоманитла          | 4,34         |
| 2456  | Тласкала                | Сан-Хуан-Уакцинко                 | 4,44         |
| 2455  | Тласкала                | Санта-Крус-Килехтла               | 5,40         |
| 2454  | Тласкала                | Санта-Исабель-Хилохостла          | 5,45         |
| 2453  | Тласкала                | Токатлан                          | 5,90         |
| 2452  | Тласкала                | Масатекочко-де-Хосе-Мария-Морелос | 5,90         |
| 2451  | Тласкала                | Сан-Херонимо-Сакуальпан           | 7,56         |
| 2450  | Оахака                  | Санта-Лусия-дель-Камино           | 7,65         |
| 2449  | Тласкала                | Акуаманала-де-Мигель-Идальго      | 7,80         |
| 2448  | Тласкала                | Санта-Аполония-Теакалько          | 7,91         |
| 2447  | Мехико                  | Папалотла                         | 8,74         |
| 2446  | Пуэбла                  | Тетелес-де-Авила-Кастильо         | 8,93         |
| 2445  | Оахака                  | Сан-Себастьян-Тутла               | 8,93         |
| 2444  | Тласкала                | Санта-Ана-Нопалукан               | 9,37         |
| 2443  | Тласкала                | Санта-Катарина-Айометла           | 9,76         |
| 2442  | Мехико                  | Мехикальцинго                     | 10,00        |
| 2441  | Оахака                  | Санта-Мария-Койотепек             | 10,21        |
| 2440  | Оахака                  | Санта-Крус-Амильпас               | 10,21        |
| 2439  | Оахака                  | Сан-Антонио-де-ла-Каль            | 10,21        |
| 2438  | Пуэбла                  | Коатепек                          | 10,22        |